# 1996 в Україні
1996 в Україні — це перелік головних подій, що відбуваються у 1996 році в Україні. Також подано список відомих осіб, що померли в 1996 році. Крім того, зібрано список пам'ятних дат та ювілеїв 1996 року. З часом буде додано відомих українців, що народилися в 1996 році.

## Події
- - 1 лютого — 15 березня — шахтарські страйки у Донбасі.
  - 15 лютого — початок з видачею іменних приватизаційних сертифікатів у відділеннях «Ощадбанку»..
- 28 червня — прийняття Конституції України: після майже доби безперервної роботи, Верховна Рада України о 9 год. 18 хв., прийняла і ввела в дію Конституцію України. Цій доленосній події передували 6 років наполегливої і важкої праці, консультацій, криз і домовленостей. Документ отримав підтримку двох третин депутатського корпусу (315 народних депутатів).
- 2 липня — у Дніпродзержинську злетів з рейок і розбився трамвай — загинуло 33 пасажири, поранено близько 80.
- 16 липня — вибух у Києві на трасі під час проїзду кортежу прем'єра Павла Лазаренка
- 19 липня — 5 серпня — українські спортсмени на Літніх Олімпійських іграх 1996 в Атланті здобули 9 золотих, 2 срібних і 12 бронзових медалей, посівши 9-е місце у загальному заліку країн-учасниць.
- 2 вересня — запровадження національної валюти гривні (₴, UAH) указом Президента України Леоніда Кучми «Про грошову реформу в Україні» від 25.08.1996 (вересень).
  - Україна приймала міжнародну олімпіаду з біології у Криму, в якій тоді брали участь близько 27 країн.
  - Авраменко Олександр Миколайович отримав премію «Учитель року-1996»[1].
- 17 грудня — пуск 9-кілометрової лінії швидкісного трамваю у Дніпропетровську (у швидкісному режимі поки що не працює)

## Особи

### Призначено, звільнено
- 28 травня — звільнення прем'єр-міністра України Євгена Марчука.
- 27 червня — призначення нового прем'єр-міністра України Павла Лазаренка.

### Народились
- Ілля Ігорович Нижник — український шахіст, гросмейстер (27 вересня);

### Померли
- 22 січня — Петро́ Юхи́мович Ше́лест (нар. 1908) — партійний і державний діяч УРСР та СРСР. Перший секретар ЦК КП України (1963—1972), член Політбюро (Президії) ЦК КПРС (1964—1973) (кандидат у члени Президії ЦК КПРС у 1963—1964), депутат Верховної Ради Української РСР 4–8-го скликань, депутат Верховної Ради СРСР 5–8-го скликань (1958—1974), член Президії Верховної Ради СРСР (1966—1972). Герой Соціалістичної Праці (1968).
- 13 травня — Федір Григорович Вереща́гін (нар. 1910) — український театральний режисер. Народний артист СРСР (1977). Кавалер ордена Леніна. Директор Вінницького обласного музично-драматичного театру імені Миколи Садовського (1944—1980).
- 7 червня — Олекса́ндра Сергі́ївна Бі́ла (нар. 1934) — український мовознавець. Доктор філологічних наук (1986). Професор (1987).
- 10 липня — Петро́ Степа́нович Сулиме́нко (нар. 1914) — український живописець (мариніст, жанрист, портретист). Заслужений діяч мистецтв УРСР (1974).
- 22 листопада — Леоні́д Микола́йович Новиче́нко (нар. 1914) — український літературний критик, літературознавець. Доктор філологічних наук. Професор. Дійсний член АН УРСР (обрано 28 березня 1985 року). Лауреат Шевченківської премії (1968).
- 25 листопада — Миха́йло Миха́йлович Кречко (нар. 1925) — український композитор, хоровий диригент, вокаліст, народний артист УРСР, керівник Закарпатського хору.
- 30 грудня — Володи́мир Леоні́дович Гошо́вський (нар. 1922) — український фольклорист, етномузиколог, засновник кібернетичної етномузикології.
  - Григóрій Па́влович Назарéнко (нар. 1902) — український бандурист, один із основоположників Полтавської капели бандуристів.
  - Володи́мир Па́влович Шапова́ленко (нар. 1932) — український композитор, автор музики для дітей та юнацтва.

## Засновані, створені
- - передана британської антарктичної станції «Фарадей» Україні. Над станцією було піднято український прапор та присвоєно нове ім'я — «Академік Вернадський».

## Видання, твори
- червень — Андрій Курков написав «Пікнік на кризі», перший сучасний український роман, який вийде на Заході.

## Пам'ятні дати та ювілеї
- 1200 років з часу (796 рік):
  - знищення Аварського каганату у Паннонії франками (інша дата — 805 рік).
- 1100 років з часу (896 рік):
  - битви на Південному Бузі, де болгарський цар Симеон I розбив військо угрів та в союзі з печенігами він вигнав їх далеко на захід.
- 1050 років з часу (946 рік):
  - посольства княгині Ольги до Царгорода.
  - придушення Ольгою повстання древлян після спалення Іскоростеня.
- 1025 років з часу (971 рік):
  - завершення Другого Балканського походу у Болгарії князя Святослава (з 969 року) та пограбування околиць Константинополя, облога у Доростолі; поразка і відхід з Балкан. Укладення з Візантією договору на умовах 944 року.
- 1000 років з часу (996 рік):
  - завершення спорудження Десятинної церкви в Києві (з 990 року) та її урочисте відкриття (25 травня), до якої прибули священики з Херсонеса. Захоронення тут праху княгині Ольги.
- 850 років з часу (1146 рік):
  - завершення повстання у Києві, який у 1139 році був захоплений Всеволодом Олеговичем.
  - початку збройної боротьби князівських родів (Ольговичів, Мономаховичів, Давидовичів) за Київський престол (до 1161 року).
- 800 років з часу (1196 рік):
  - вторгнення литовців у Волинське князівство.
- 775 років з часу (1221 рік):
  - початку княжіння Данила Романовича на Волині.
- 750 років з часу (1246 рік):
  - відвідання галицько-волинським князем Данилом Романовичем столиці Орди — Сарай-Бату, де був вимушений визнати себе підлеглим хана Батия.
  - подорожі Плано Карпіні через Чехію, Польщу, Русь (Володимир, Київ) і Дон до Сарая і Монголії.
- 675 років з часу (1321 рік):
  - битви на річці Ірпінь, коли литовський князь Гедимін розбив руське військо і зайняв Київ (інша дата — 1320 рік).
- 650 років з часу (1346 рік):
  - облоги Кафи Ханом Джанібеком
- 525 років з часу (1471 рік):
  - ліквідації Київського удільного князівства та утворення Київського воєводства.
- 425 років з часу (1571 рік):
  - спалення кримськими татарами Москви, коли цар Іван IV втік зі своєї столиці.
- 400 років з часу (1596 рік):
  - укладення Берестейської церковної унії;
  - завершення козацького повстання під проводом Северина Наливайка (з 1591 року).
- 375 років з часу (1621 рік):
  - завершення хотинської турецько-польської війни.
  - Хотинської битви, коли козацька армія (40 000 воїнів) гетьмана Петра Сагайдачного врятувало польське військо (30 000 воїнів) від поразки турками (120—150 000) і татарами (60 000) (2 вересня — 9 жовтня).
  - підписання Хотинського мирного договору, яим було встановлено польсько-молдавський кордон по Дністру, але Річ Посполита віддавала Хотин. Козацький реєстр збільшено не було, він залишився на рівні 3000.
  - ухвалення Сеймом Речі Посполитої рішення про збільшення козацького реєстру до 20 000 осіб із затвердженням 100 000 злотих на рік для утримання. Втім, рішення не було втілено в життя.
- 350 років з часу (1646 рік):
  - проведення Ужгородської церковної унії та поширення греко-католицизму на Закарпаття.
- 325 років з часу (1671 рік):
  - завершення польсько — українсько — татарської війни 1666—1671 років між Річчю Посполитою та васалами Османської імперії: Гетьманщиною (Правобережною Україною на чолі з Петром Дорошенком) та Кримським ханством. Похід польського війська на чолі з Яном Собеським на Поділля проти П.Дорошенка, захоплення Брацлава, Могилева, Вінниці.
- 300 років з часу (1696 рік):
  - завершення спорудження коштом гетьмана Івана Мазепи Богоявленської церкви Братського монастиря та Миколаївського собору в Києві.
  - Другого азовського походу — облоги, штурму і здобуття (19/29 липня) україно-російськими військами турецької фортеці Азов у гирлі Дону (травень — липень).
- 275 років з часу (1721 рік):
  - завершення Північної війни Російської імперії зі Швецією.
  - підписання Ништадтського миру та закінчення Північної війни Московського царства зі Шведською імперією (30 серпня).
  - видання наказу про цензурування українських книжок, яким були накладені штрафи на Київську та Чернігівську друкарні за книжки «не во всем с великороссийскими сходные». Знищення Чернігівської друкарні.
  - першого взяття проб донецького вугілля з метою його промислового використання ландратом (помічникомгубернатора) Київської губернії, шляхтичем Микитою Вепрейським та капітаном Ізюмського полку, комендантом Бахмутської фортеці Семеном Чирковим в урочищі Скелеватому, що за 25 верст від Бахмута.
- 225 років з часу (1771 рік):
  - спорудження Дніпровської укріпленої лінії (від Олександрівська вздовж Кримського кордону до Петрівської фортеці) та заснування Олександрівська (нині м. Запоріжжя).
  - походу Долгорукова на Кримське ханство в ході російсько-турецької війни, коли було здобуто Перекоп (червень), Ґезлев, Кафу. Кримське ханство було визнане незалежним, але під протекторатом Російської імперії.
- 200 років з часу (1796 рік):
  - розформування Катеринославського козацького війська, що існувало між Південним Бугом і Інгулом (5 червня).
- 175 років з часу (1821 рік):
  - створення Павлом Пестелем Південного товариства декабристів в Україні (березень).
- 150 років з часу (1846 рік):
  - видання в Москві Осипом Бодянським історичної праці «Історія Русів».
  - початку селянського антипольського повстання у Галичині
- 125 років з часу (1871 рік):
  - завершення будівництва залізниць Полтава — Кременчук і Харків — Полтава.
  - відкриття залізниці Тернопіль — Підволочиськ.
  - початок будівництва залізниці Волочиськ — Жмеринка.
- 75 років з часу (1921 рік):
  - ухвалення рішення про запровадження нової економічної політики (непу) Х з'їзд РКП(б) з частковим відновленням приватної власності та свободи торгівлі та підтвердженням передачі землі у власність селян (8 — 16 березня).
  - підписання Ризький мирний договір РСФРР та УСРР з Польщею та завершення польсько-радянської війни 1919—1920 рр. і поділу західних земель України і Білорусі між Росією та Польщею(18 березня).
  - початку Голоду в Україні (до 1923 року)
  - заснування Української автокефальної православної церкви.
  - закінчення другої радянсько-української війни, поразка українського визвольного руху (листопад).
  - замах у Львові на прем'єр-міністра («Начальника держави») Польщі маршала Юзефа Пілсудського, під час якого було поранено львівського губернатора К.Грабовського, здійснений членом УВО Степаном Федаком (25 листопада).
  - уведення більшовиками загального військового обов'язку (30 вересня).
  - утворення Кримської АРСР у складі РРФСР (18 жовтня).
  - проведення Другого зимового походу (Листопадового рейду) повстанських загонів армії УНР на Правобережну Україну (28 жовтня — 6 грудня).
  - 359 полонених вояків похідної групи Армії УНР, які відмовились перейти на службу до Червоної Армії і були розстріляні біля с. Базар Житомирської області (21 листопада).
- 50 років з часу (1946 рік):
  - проведення Львівського собору — проголошення ліквідації УГКЦ, розриву унії з Римом і перехід греко-католиків до православ'я (8 березня).
  - утворення Закарпатської області (22 червня).
  - схвалення плану IV п'ятирічки — «п'ятирічки відбудови» (серпень).
  - уведення до навчального процесу нового, наближеного до російського, українського правопису, схваленого 8 травня 1945 постановою Ради Міністрів УРСР (15 листопада).
  - початку Голоду в Україні (до 1947 року)

### Установ та організацій
- 225 років з часу (1771 рік):
  - заснування астрономічної обсерваторії у Львові.
- 200 років з часу (1796 рік):
  - заснування Національного дендрологічного парку «Софіївка» НАН України[2] в Умані.
  - спорудження першої кам'яновугільної копальні у Донбасі (Лисичанськ)
- 175 років з часу (1821 рік):
  - завершення діяльності театральної трупи на чолі з Іваном Котляревським та Михайлом Щепкіним у Полтаві.
- 75 років з часу (1921 рік):
  - заснування Луганського національного університету імені Тараса Шевченка (1 березня);
- 50 років з часу (1946 рік):
  - заснування Конструкторського бюро під керівництвом О. Антонова (нині — державне підприємство «Антонов»);
  - заснування Київського національного торговельно-економічного університету;
  - заснування Львівської національної академії мистецтв (6 вересня);
- 25 років з часу (1971 рік):
  - введення в дію Київської ТЕЦ-5 — однієї з найбільших в СРСР (21 грудня).

### Видатних особистостей

#### Народження
- 400 років з дня народження (1596 рік):
  - Петро Могила (пом. 1647) — церковний та політичний діяч, педагог, митрополит Київський, Галицький і всієї Русі (31 грудня);
- 350 років з дня народження (1646 рік):
  - Іван Ілліч Скоропадський (пом. 1722) — гетьман Лівобережної України (1708—1722);
- 275 років з дня народження (1721 рік):
  - Іраклій (Гераклій) Костецький (пом. 1768) — діяч чернечого Чину св. Василія Великого в галузі просвіти і шкільництва, місіонер-проповідник, підніс значення Теребовлянського (Підгорянського) монастиря до центру студій для чернечої молоді.
  - Тихон (в миру Тарас Якович Якубовський)[3] (пом. 1786) — український релігійний діяч в добу Гетьманщини, педагог, Єпископ Російської православної церкви.
- 150 років з дня народження (1846 рік):
  - Іван Григорович Верхратський (пом. 1919) — мовознавець, фольклорист, письменник (24 квітня);
  - Микола Миклухо-Маклай (пом. 1888), етнограф, географ (17 липня);
- 125 років з дня народження (1871 рік):
  - Косач Лариса Петрівна (Леся Українка) (пом. 1913) — видатна українська письменниця та громадська діячка.
- 100 років з дня народження (1896 рік):
  - Іван Сергійович Паторжинський (пом. 1960) — оперний співак, педагог, народний артист СРСР (3 березня);
  - Надія Віталіївна Суровцова (пом. 1985) — громадська діячка, політв'язень, журналістка (18 березня);
  - Василь Недайкаші (пом. після 1965) — командир куреня Низових запорожців Армії УНР (21 березня);
  - Борис Григорович Монкевич (нар. 1896), сотник Армії УНР, військовий історик (25 березня);
- 50 років з дня народження (1946 рік):
  - Володимир Шевченко (пом. 2012) — артист цирку, дресирувальник хижаків, народний артист УРСР (31 липня);

#### Смерті
- 275 років з дня смерті (1721 рік):
  - Іван Федорович Сулима — український полководець, генеральний хорунжий Війська Запорозького (1708–1721), наказний гетьман (з 1718).
  - Василь Йосипович Верлецький — український політичний діяч, дипломат часів Гетьмана Івана Мазепи.
  - Єрофей Косовський (чернече ім'я Варлаам) (нар. бл. 1654) — український та московитський релігійний діяч, православний місіонер у країнах Західного Сибіру, митрополит Смоленський і Дорогобузький (1720—1721).
  - Сильвестр (Пиновський) (за іншою інформацією — помер у 1722) — український церковний діяч, ректор Києво-Могилянської академії.
- 250 років з дня смерті (1746 рік):
  - Атанасій Шептицький (світське ім'я — Антоній; нар. 1686) — предстоятель Української греко-католицької церкви, митрополит Київський;
- 75 років з дня смерті (1921 рік):
  - Микола Леонтович (нар. 1877) — композитор, збирач музичного фольклору;
  - Григорій Чупринка (нар. 1879) — поет, літературний критик, учасник антибільшовицького повстанського руху;
  - Адріан Феофанович Кащенко (нар. 1858) — етнограф, письменник;
  - Костянтин Юрійович Пестушко (нар. 1898) — отаман Степової дивізії, головний отаман Холодного Яру;
- 25 років з дня смерті (1971 рік):
  - Борис Григорович Монкевич (нар. 1896), сотник Армії УНР, військовий історик (25 березня);
  - Левко (Лев) Сильвестрович Лепкий (нар. 1888) — письменник, видавець, редактор, композитор, художник;